# Aloe millotii
Aloe millotii es una especie de planta suculenta de los aloes. Es endémica de Madagascar.

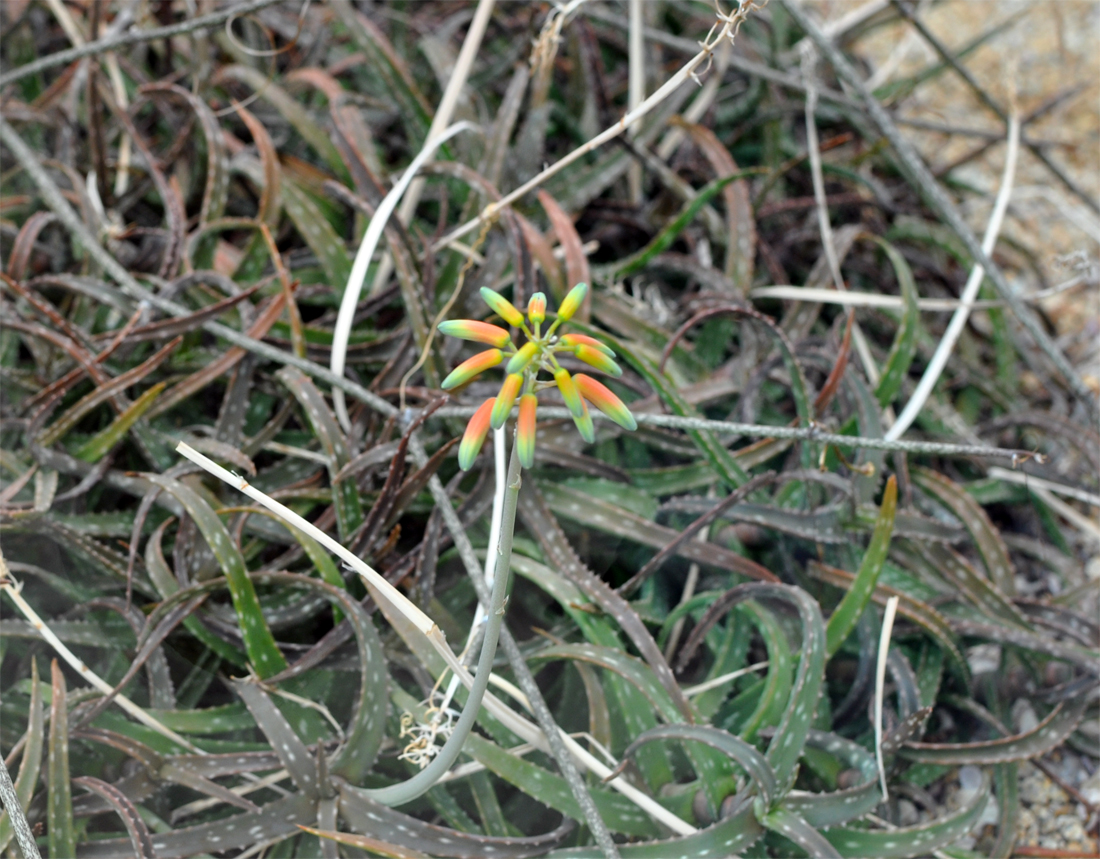
Vista de la planta

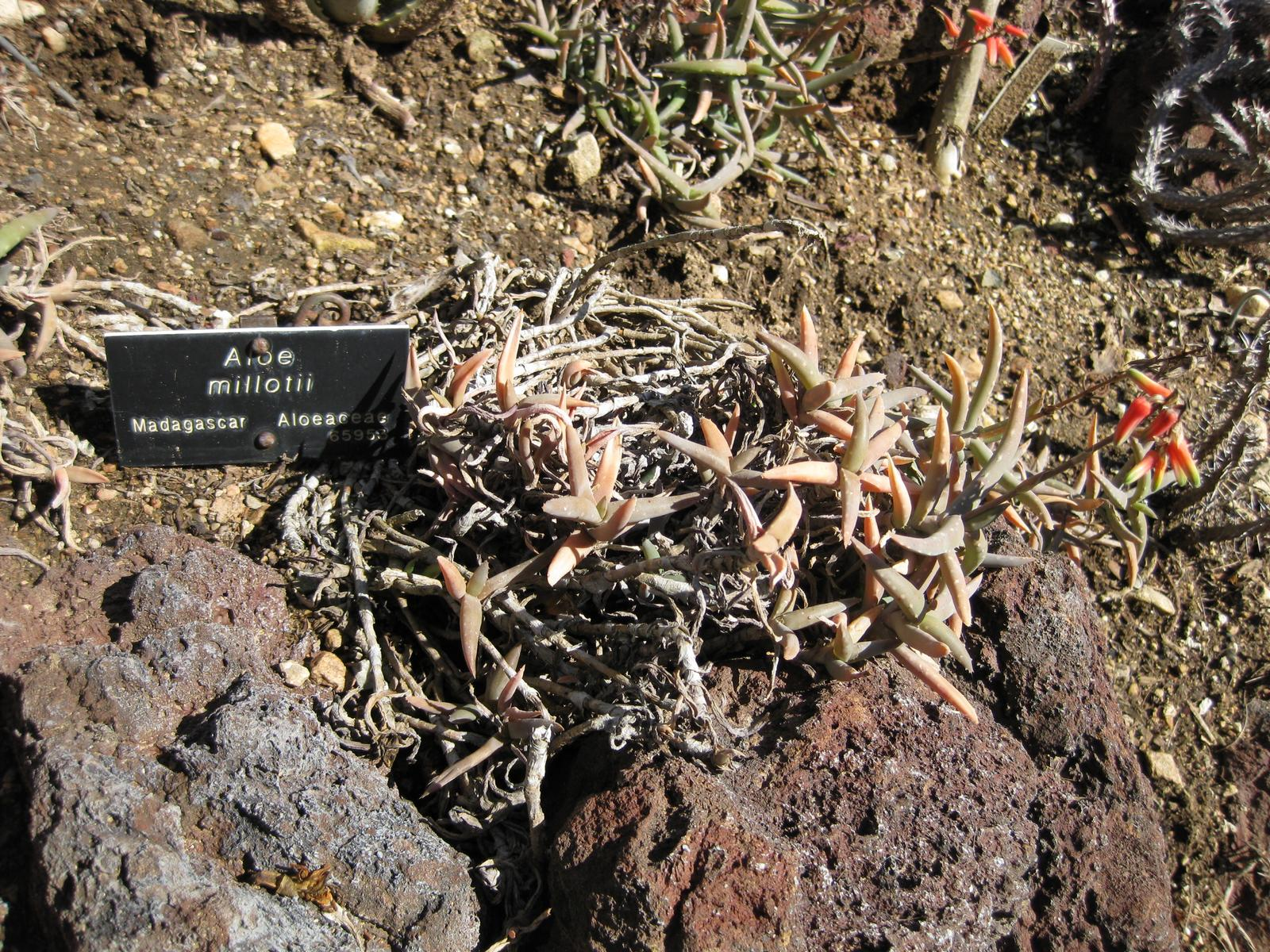
Vista de la planta

## Descripción
Aloe millotii es una planta con tallo que forma en la base un máximo de 20 unidades. Con las hojas son extendidas o ascendentes alcanza un tamaño de hasta 25 centímetros de largo y 7-9 mm de ancho, son  triangulares y las plantas jóvenes están dispuestos en dos filas, y más tarde lo harán en espiral formando rosetas. Es de color mate gris-verdoso, teñida de rojizo teñido, en su punta redondeada tiene cerca de cinco suaves espinas blancas, cartilaginosas. En la superficie superior de la hoja se encuentran, a veces, unas pocas pequeñas manchas blancas opacas. En la parte inferior están muchas esparcidas, 2 mm de largo y de 1 a 1,5 milímetros de ancho puntos blancos disponibles. Los dientes blancos en el margen de la hoja son de 1 milímetro de largo y de 5 a 10 milímetros de distancia. La inflorescencia simple alcanza una longitud de 12 a 15 centímetros. Las flores de color brillante escarlata, de 22 mm de largo y recortadas en su base.

## Distribución
Es una planta suculenta con las hojas de pequeño tamaño agrupadas en una roseta basal. Se encuentran en Madagascar en la Provincia de Toliara.

## Taxonomía
Aloe millotii fue descrita por Gilbert Westacott Reynolds y publicado en Journal of South African Botany 22: 21, en el año 1955.
Etimología
Ver: Aloe
millotii: epíteto otorgado en honor del biólogo francés Jacques Millot (1897–1980).